# Vịt Scoter nhung

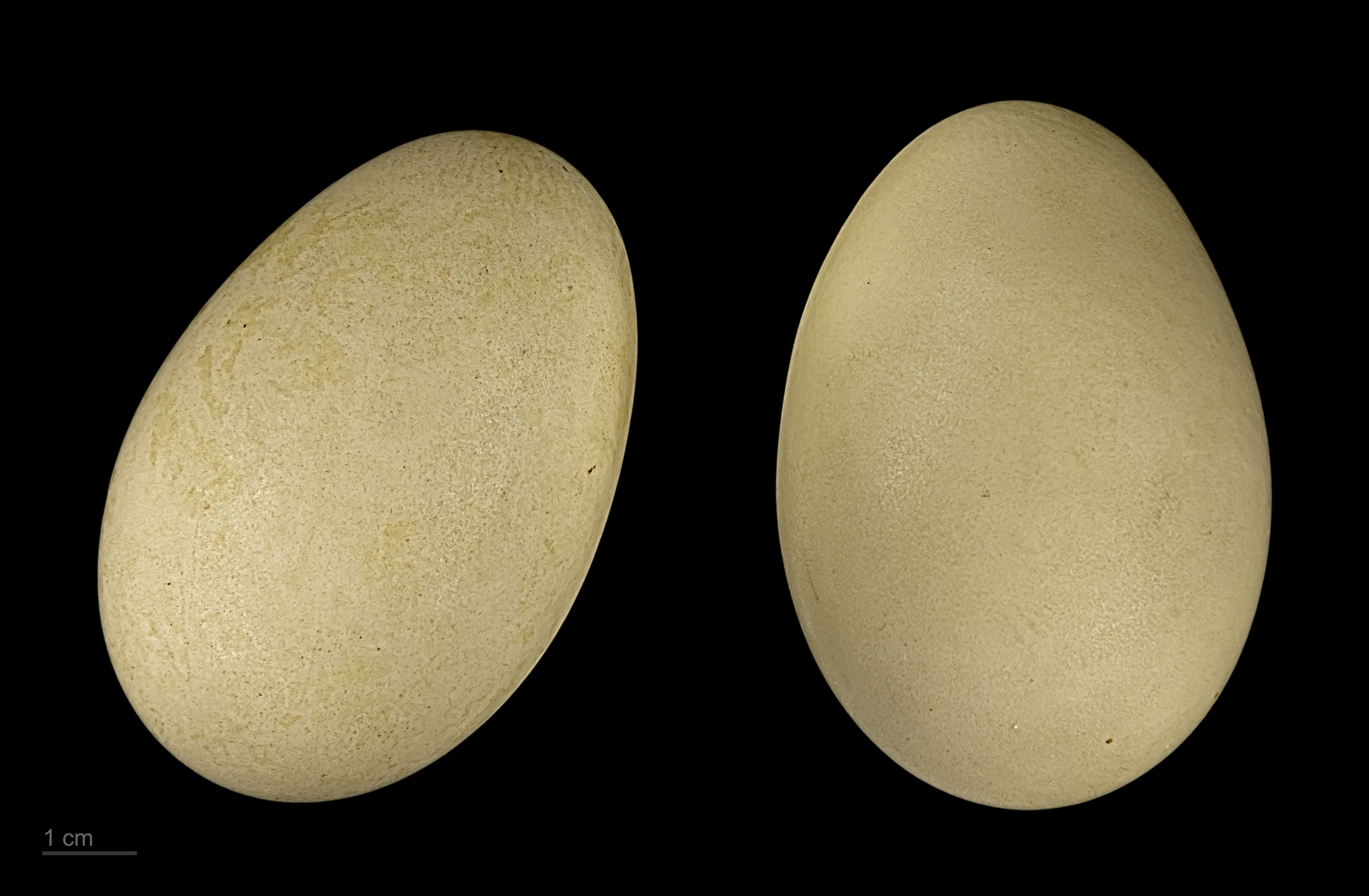
Melanitta fusca

Vịt Scoter nhung (danh pháp khoa học: Melanitta fusca) là một loài chim trong họ Vịt.